# Draft NBA 1990
Il Draft NBA 1990 si è svolto il 27 giugno 1990 al Madison Square Garden di New York. Questo Draft portò in NBA Gary Payton, poi eletto nel Naismith Memorial Basketball Hall of Fame.
Inoltre, al 2º giro, venne scelto, dai Cleveland Cavaliers, il cestista italiano Stefano Rusconi, proveniente da Ranger Varese.

## Scelte

### Giocatori scelti al 1º giro

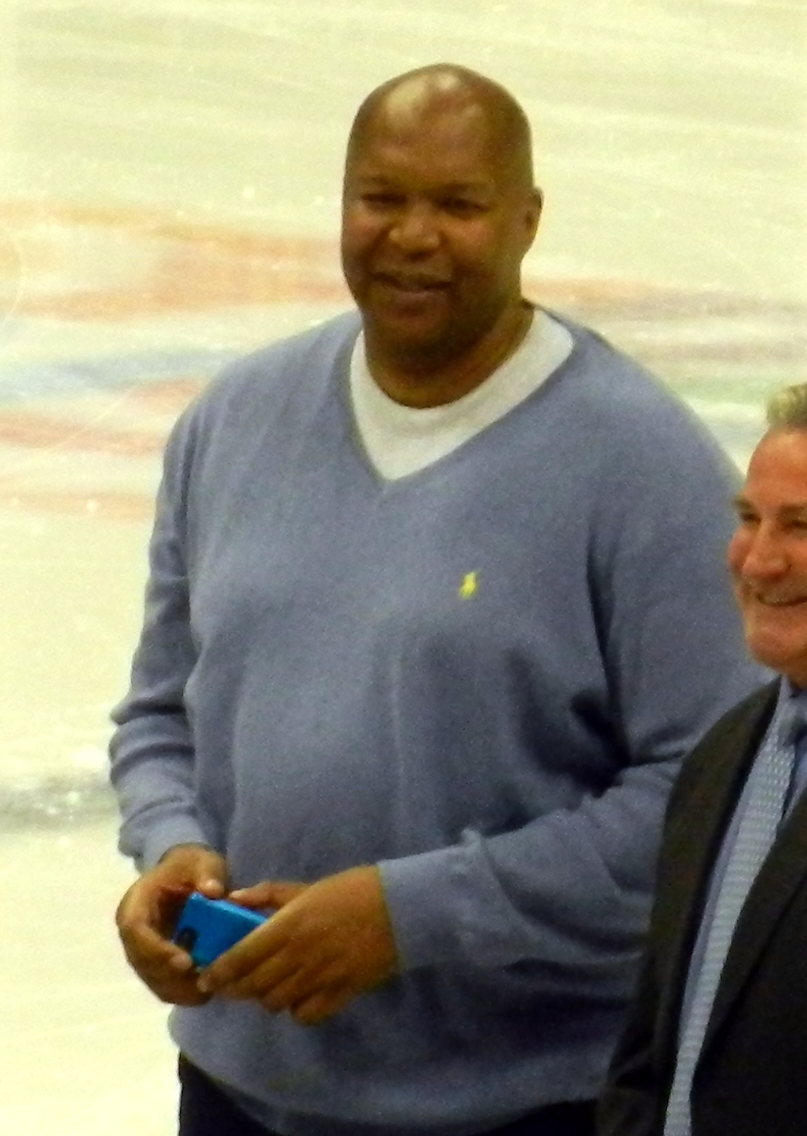
Derrick Coleman, prima scelta assoluta dei New Jersey Nets

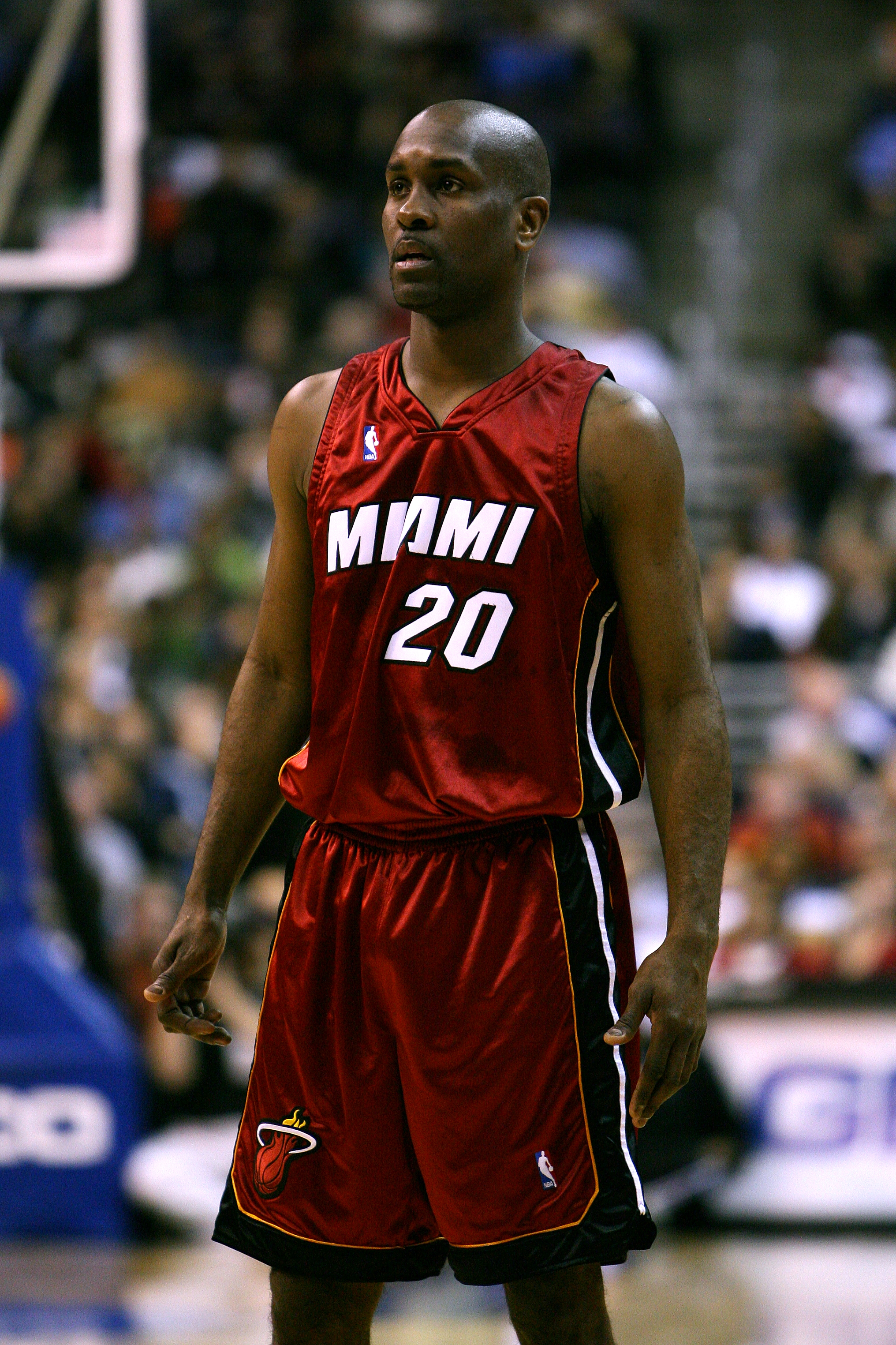
Gary Payton, seconda scelta assoluta dei Seattle SuperSonics

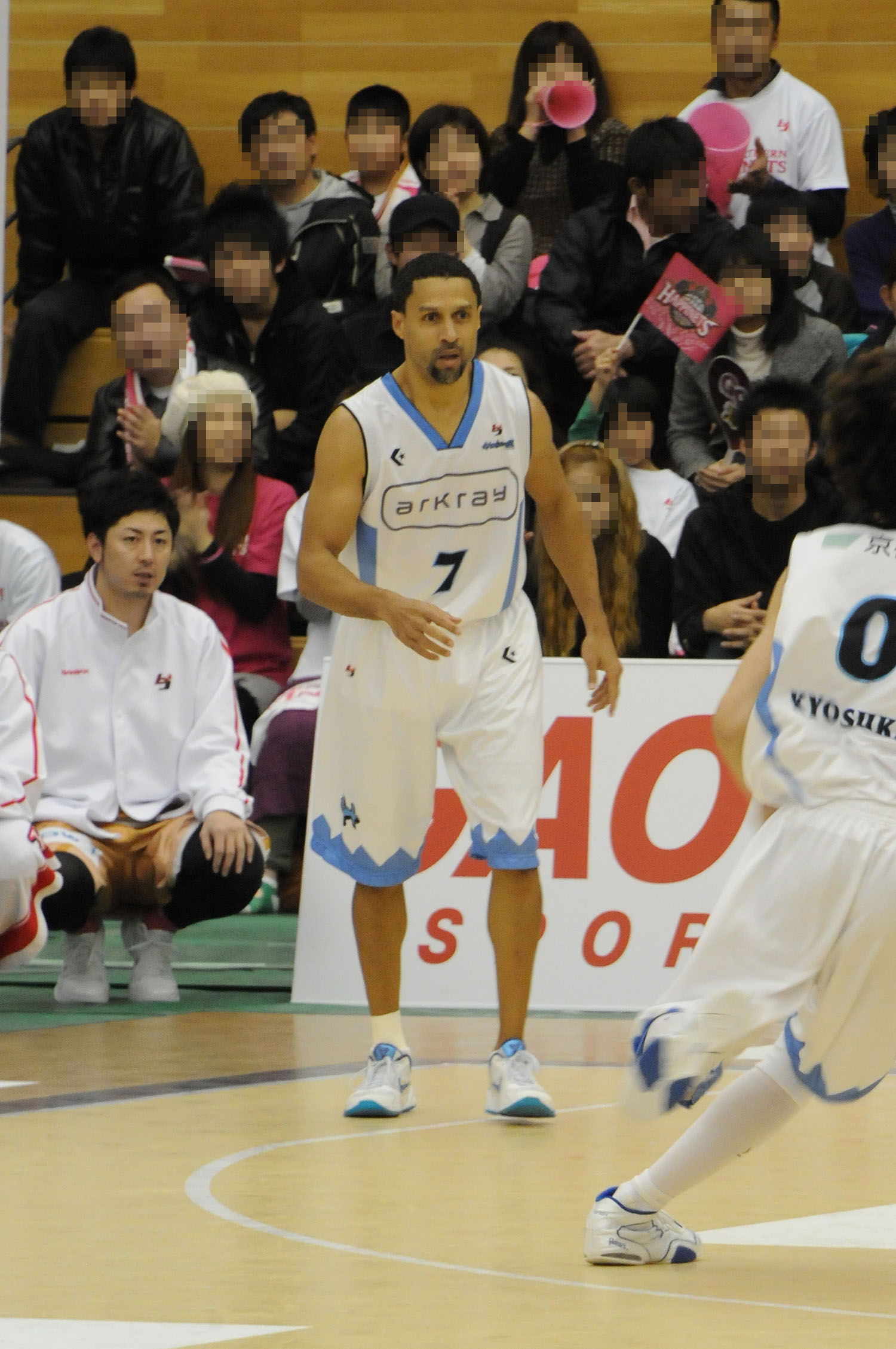
Chris Jackson terza scelta assoluta dei Denver Nuggets

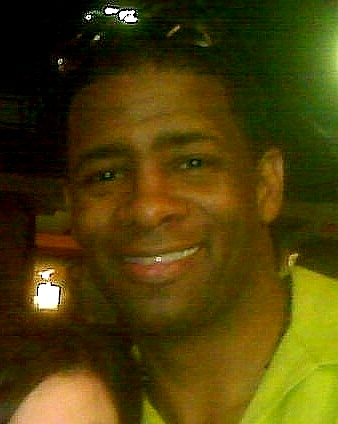
Kendall Gill, quinta scelta assoluta degli Charlotte Hornets

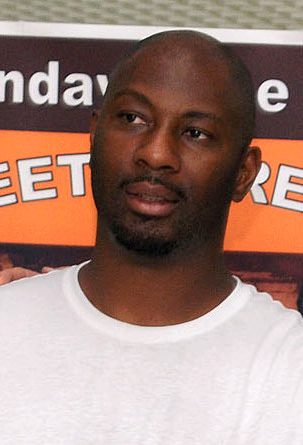
Elden Campbell, 27ª scelta assoluta dei Los Angeles Lakers

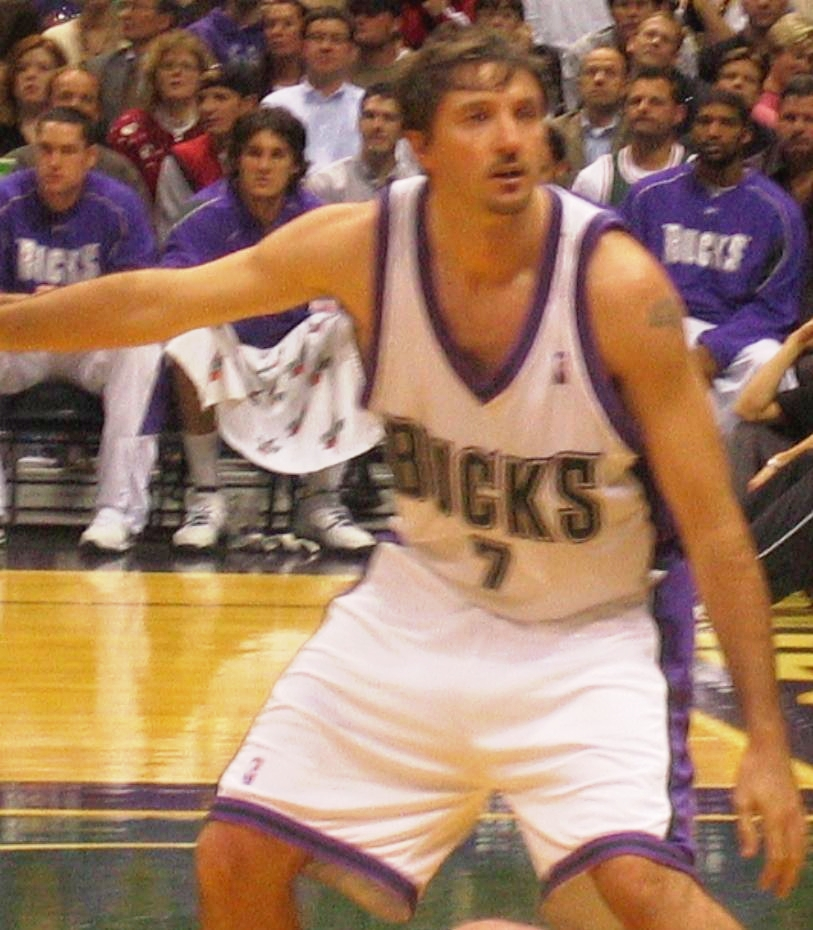
Toni Kukoč, 29ª scelta assoluta dei Chicago Bulls

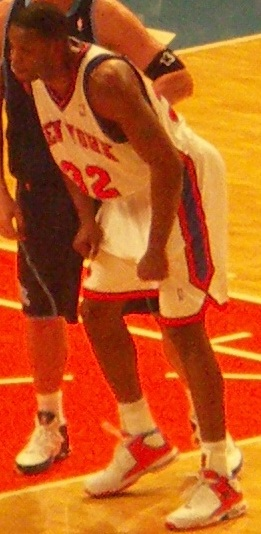
Antonio Davis, 45ª scelta assoluta degli Indiana Pacers

|  | Indica un giocatore che è stato inserito nella Naismith Memorial Basketball Hall of Fame                 |
|  | Indica un giocatore che è stato selezionato per almeno un All-Star Game ed è inserito in un All-NBA Team |
|  | Indica un giocatore che è stato selezionato per almeno un All-Star Game                                  |
|  | Indica un giocatore che è stato inserito in almeno un All-NBA Team                                       |
|  | Indica un giocatore che non ha mai giocato una partita in NBA                                            |

| Scelta | Giocatore         | Ruolo | Nazionalità          | Squadra NBA                                                                                | Provenienza      |
| ------ | ----------------- | ----- | -------------------- | ------------------------------------------------------------------------------------------ | ---------------- |
| 1      | Derrick Coleman   | AC    | Stati Uniti          | New Jersey Nets                                                                            | Syracuse         |
| 2      | Gary Payton       | P     | Stati Uniti          | Seattle SuperSonics                                                                        | Oregon State     |
| 3      | Chris Jackson     | P     | Stati Uniti          | Denver Nuggets (da Miami)                                                                  | Louisiana State  |
| 4      | Dennis Scott      | GA    | Stati Uniti          | Orlando Magic                                                                              | Georgia Tech     |
| 5      | Kendall Gill      | G     | Stati Uniti          | Charlotte Hornets                                                                          | Illinois         |
| 6      | Felton Spencer    | C     | Stati Uniti          | Minnesota Timberwolves                                                                     | Louisville       |
| 7      | Lionel Simmons    | AP    | Stati Uniti          | Sacramento Kings                                                                           | La Salle         |
| 8      | Bo Kimble         | G     | Stati Uniti          | Los Angeles Clippers                                                                       | Loyola Marymount |
| 9      | Willie Burton     | G     | Stati Uniti          | Miami Heat (da Washington via Dallas e Denver)                                             | Minnesota        |
| 10     | Rumeal Robinson   | P     | Stati Uniti          | Atlanta Hawks (da Golden State)                                                            | Michigan         |
| 11     | Tyrone Hill       | AG    | Stati Uniti          | Golden State Warriors (da Atlanta)                                                         | Xavier (OH)      |
| 12     | Alec Kessler      | AG    | Stati Uniti          | Houston Rockets (scambiato a Miami per Carl Herrera e i diritti di Dave Jamerson)          | Georgia          |
| 13     | Loy Vaught        | AG    | Stati Uniti          | Los Angeles Clippers (da Cleveland)                                                        | Michigan         |
| 14     | Travis Mays       | P     | Stati Uniti          | Sacramento Kings (da Indiana)                                                              | Texas            |
| 15     | Dave Jamerson     | G     | Stati Uniti          | Miami Heat (da Denver; scambiato per Carl Herrera a Houston per i diritti di Alec Kessler) | Ohio             |
| 16     | Terry Mills       | AP    | Stati Uniti          | Milwaukee Bucks                                                                            | Michigan         |
| 17     | Jerrod Mustaf     | AC    | Stati Uniti          | New York Knicks                                                                            | Maryland         |
| 18     | Duane Causwell    | C     | Stati Uniti          | Sacramento (da Dallas)                                                                     | Temple           |
| 19     | Dee Brown         | G     | Stati Uniti          | Boston Celtics                                                                             | Jacksonville     |
| 20     | Gerald Glass      | GA    | Stati Uniti          | Minnesota Timberwolves (da Philadelphia)                                                   | Mississippi      |
| 21     | Jayson Williams   | AC    | Stati Uniti          | Phoenix Suns                                                                               | St. John's       |
| 22     | Tate George       | G     | Stati Uniti          | New Jersey Nets (da Chicago)                                                               | Connecticut      |
| 23     | Anthony Bonner    | AP    | Stati Uniti          | Sacramento Kings (da Utah)                                                                 | St. Louis        |
| 24     | Dwayne Schintzius | C     | Stati Uniti          | San Antonio Spurs                                                                          | Florida          |
| 25     | Alaa Abdelnaby    | AG    | Egitto / Stati Uniti | Portland Trail Blazers                                                                     | Duke             |
| 26     | Lance Blanks      | PG    | Stati Uniti          | Detroit Pistons                                                                            | Texas            |
| 27     | Elden Campbell    | AC    | Stati Uniti          | Los Angeles Lakers                                                                         | Clemson          |

### Giocatori scelti al 2º giro
| Scelta | Giocatore          | Ruolo | Nazionalità | Squadra NBA                         | Provenienza                        |
| ------ | ------------------ | ----- | ----------- | ----------------------------------- | ---------------------------------- |
| 28     | Les Jepsen         | C     | Stati Uniti | Golden State Warriors               | Iowa                               |
| 29     | Toni Kukoč         | AP    | Jugoslavia  | Chicago Bulls (da Orlando)          | Košarkaški klub Split (Jugoslavia) |
| 30     | Carl Herrera       | AG    | Venezuela   | Miami Heat                          | Houston                            |
| 31     | Negele Knight      | G     | Stati Uniti | Phoenix Suns                        | Dayton                             |
| 32     | Brian Oliver       | G     | Stati Uniti | Philadelphia 76ers                  | Georgia Tech                       |
| 33     | Walter Palmer      | AC    | Stati Uniti | Utah Jazz                           | Dartmouth                          |
| 34     | Kevin Pritchard    | G     | Stati Uniti | Golden State Warriors               | Kansas                             |
| 35     | Greg Foster        | AC    | Stati Uniti | Washington Bullets                  | UTEP                               |
| 36     | Trevor Wilson      | A     | Stati Uniti | Atlanta Hawks                       | UCLA                               |
| 37     | A.J. English       | G     | Stati Uniti | Washington Bullets                  | Virginia Union                     |
| 38     | Jud Buechler       | GA    | Stati Uniti | Seattle SuperSonics                 | Arizona                            |
| 39     | Steve Scheffler    | AC    | Stati Uniti | Charlotte Hornets                   | Purdue                             |
| 40     | Bimbo Coles        | G     | Stati Uniti | Sacramento Kings                    | Virginia Tech                      |
| 41     | Steve Bardo        | G     | Stati Uniti | Atlanta Hawks                       | Illinois                           |
| 42     | Marcus Liberty     | A     | Stati Uniti | Denver Nuggets                      | Illinois                           |
| 43     | Tony Massenburg    | A     | Stati Uniti | San Antonio Spurs                   | Maryland                           |
| 44     | Steve Henson       | G     | Stati Uniti | Milwaukee Bucks                     | Kansas State                       |
| 45     | Antonio Davis      | AC    | Stati Uniti | Indiana Pacers                      | UTEP                               |
| 46     | Kenny Williams     | A     | Stati Uniti | Indiana Pacers                      | Elizabeth City State               |
| 47     | Derek Strong       | A     | Stati Uniti | Philadelphia 76ers                  | Xavier (OH)                        |
| 48     | Cedric Ceballos    | A     | Stati Uniti | Phoenix Suns                        | Cal State Fullerton                |
| 49     | Phil Henderson     | G     | Stati Uniti | Dallas Mavericks                    | Duke                               |
| 50     | Miloš Babić        | C     | Jugoslavia  | Phoenix Suns                        | Tennessee Tech                     |
| 51     | Tony Smith         | C     | Stati Uniti | Los Angeles Lakers (da San Antonio) | Marquette                          |
| 52     | Stefano Rusconi    | AC    | Italia      | Cleveland Cavaliers                 | Benetton Treviso (Italia)          |
| 53     | Abdul Shamsid-Deen | C     | Stati Uniti | Seattle SuperSonics                 | Providence                         |
| 54     | Sean Higgins       | GA    | Stati Uniti | San Antonio Spurs (da L.A. Lakers)  | Michigan                           |

## Giocatori non scelti
Questi giocatori non sono stati scelti da nessuna squadra, ma hanno giocato almeno una partita in NBA.
| Giocatore      | Ruolo | Nazionalità | Provenienza    |
| -------------- | ----- | ----------- | -------------- |
| Marty Conlon   | AG    | Stati Uniti | Providence     |
| Alan Ogg       | C     | Stati Uniti | UAB            |
| Dan O'Sullivan | AC    | Stati Uniti | Fordham        |
| Scott Williams | AC    | Stati Uniti | North Carolina |